# Сухумский муниципалитет
Сухумский муниципалитет (груз. სოხუმის მუნიციპალიტეტი, до 2006 года — Сухумский район) — административная единица в Грузии, формально входит в состав Абхазской Автономной Республики.
Административный центр — город Сухуми.
Фактически муниципалитет располагается на территории Сухумского района частично признанной Республики Абхазии.
Образован 5 мая 1940 года на основе Сухумского уезда (ранее — Сухумского округа Кутаисской губернии). В 2006 году стал муниципалитетом.

## Население
После войны 1992—1993 годов перепись населения в Сухумском муниципалитете правительством Грузии не проводилась ввиду фактического занятия территории Республикой Абхазией — частично признанным государством.